# Nuri Bilge Ceylan
Nuri Bilge Ceylan (Istanboel, 26 januari 1959) is een Turks filmregisseur.

## Biografie
Nuri Bilge Ceylan voltooide eerst zijn ingenieursopleiding aan de Bosporus-Universiteit, voordat hij film ging studeren in Istanboel. Hij debuteerde in 1995 met de korte film Koza. Verschillende van zijn films vielen in de prijzen op de grote Europese festivals. Zo won hij met zijn dramafilm Kış uykusu in 2014 de Gouden Palm op het filmfestival van Cannes. Ceylan wordt in zijn stijl vergeleken met Yasujiro Ozu en Ingmar Bergman.

## Filmografie
- 1995: Koza
- 1997: Kasaba
- 1999: Mayıs sıkıntısı
- 2002: Uzak
- 2006: İklimler
- 2008: Üç maymun
- 2011: Bir zamanlar Anadolu'da (Once Upon a Time in Anatolia)
- 2014: Kış uykusu (Winter Sleep)
- 2018: Ahlat Ağacı (The Wild Pear Tree)
- 2023 Kuru Otlar Üstüne (About Dry Grasses)